# École nationale des ponts et chaussées
École nationale des ponts et chaussées (École des Ponts ParisTech, École des Ponts et Chaussées) je francuska inženjerska škola.
Stvorio ga je 1747. Daniel-Charles Trudaine pod imenom "École royale des ponts et chaussées" za obuku inženjera za mostove i ceste, jedan je od najstarijih i najprestižnijih francuskih grandes écoles. Najpoznatiji je po svom inženjerskom obrazovanju, čiji se studenti i studenti zovu “Ingénieur des Ponts et Chaussées”.
Obično se naziva "Ponts et Chaussées", "les Ponts" ili metonimije École des Ponts ParisTech usvojene u srpnju 2008.

## Poznati maturanti
- Antoine Henri Becquerel, francuski fizičar
- Jean Baptiste Charles Belanger, francuski matematičar
- Jacques Bresse, francuski inženjer i matematičar
- Jean Tirole, francuski je ekonomist
- Louis Vicat, francuski inženjer

## Vanjske poveznice
- École nationale des ponts et chaussées